# J/FPS-1
J/FPS-1是航空自衛隊所使用的雷达装置。雷达站用大型固定3次元雷达。由三菱電機製造。1971年开发，至1977年已经有7所雷达站装配。最大捜索距離理论为600km。
至1990年代已经逐步更新为J/FPS-3和J/FPS-4，并退役。

## 運用基地
- 当別分屯基地：第45警戒群。1973年至1995年间運用，已更新为J/FPS-3。
- 脊振山分屯基地：第43警戒群。1975年開始運用。
- 笠取山分屯基地：第1警戒群。

等等